# Burmeistera pallida
Burmeistera pallida är en klockväxtart som först beskrevs av Emmanuel Drake del Castillo, och fick sitt nu gällande namn av Franz Elfried Wimmer. Burmeistera pallida ingår i släktet Burmeistera och familjen klockväxter. Inga underarter finns listade i Catalogue of Life.